# 5 avril 1993
Le lundi 5 avril 1993 est le 95e jour de l'année 1993.

## Naissances
- Abdul Rahman Mohammed Al Marri, cavalier qatarien
- Aleksandra Cvetićanin, joueuse serbe de volley-ball
- Andréas Bouchalákis, joueur grec de football
- Benjamin Garcia, joueur français de rugby à XIII
- John Curtiss, joueur américain de baseball
- Laura Feiersinger, joueuse autrichienne de football
- Madeline Dirado, nageuse américaine
- Marcel Franke, joueur allemand de football
- Mohamad Mulayes, boxeur syrien
- Scottie Wilbekin, joueur américano-turc de basket-ball

## Décès
- Divya Bharti (née le 25 février 1974), actrice indienne
- Harbans Bhalla (né le 7 mai 1930), poète pakistanais
- Philippe Habert (né le 22 août 1958), politologue, beau-fils de Jacques Chirac

## Événements
- Sortie de l'album Black Tie White Noise de David Bowie
- Création de la monnaie géorgienne le lari
- Sortie du jeu vidéo NHLPA Hockey '93
- Sortie de l'album Rid of Me de PJ Harvey
- Sortie du remix Wind It Up (Rewound) de Prodigy